# Trinquer
 (mars 2009).
Si vous disposez d'ouvrages ou d'articles de référence ou si vous connaissez des sites web de qualité traitant du thème abordé ici, merci de compléter l'article en donnant les références utiles à sa vérifiabilité et en les liant à la section « Notes et références ».
Pour les articles homonymes, voir Tchin et Toast.

Hip, hip, hourra ! Fête d'artistes à Skagen, du peintre danois P. S. Krøyer (1888, musée des beaux arts de Göteborg)

L'action de trinquer est le fait d'entrechoquer son verre avec celui d'une personne avec laquelle on s'apprête à boire. Le verbe « trinquer » vient de l'allemand trinken, qui signifie « boire ». Lorsque ce moment s'accompagne d'un discours, on utilise alors les expressions porter un toast ou lever son verre. Il s'agit alors de formuler un vœu, un souhait, un engagement, un accord ou un hommage. Cette tradition remonte au moins au Moyen Âge, voire à l'Antiquité.
Au figuré, trinquer signifie subir un dommage ou un désagrément.

## Origine

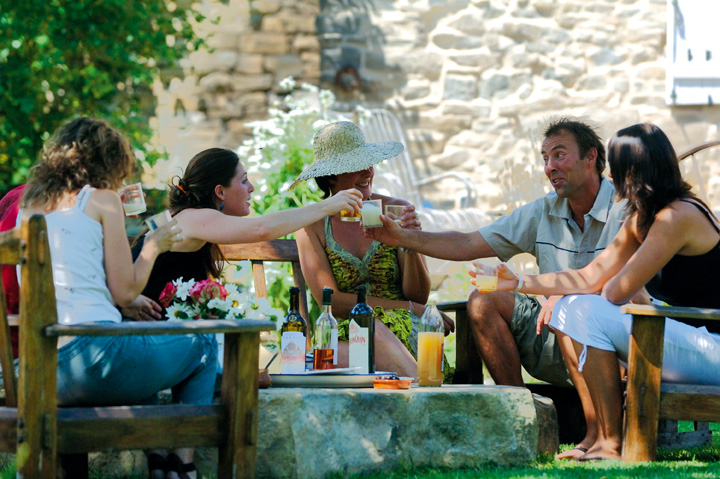
Trinquer en Haute-Provence : À la nôtre (sous-entendu : santé)

### Origines antiques
Certaines sources font remonter cette pratique à l'antiquité : « La coutume de boire à la « santé » des vivants provient probablement du rite antique de boire en l'honneur des dieux et des morts. Lors de leurs repas, les Grecs et les Romains versaient des libations à leurs dieux, et lors des banquets cérémoniels, ils buvaient en leur honneur ainsi qu'en celui des morts ». « [Trinquer] est probablement un vestige des libations sacrificielles dans lequel un liquide sacré avait été offert aux dieux : du sang ou du vin en échange d'un souhait ; prière résumée dans les mots longue vie ! ou santé ».
La journaliste culinaire Marie-Claire Frédéric rappelle que des boissons issues de la fermentation alcoolique permettent d'inhiber la contamination de l'eau. « Voilà pourquoi le meilleur moyen que les hommes ont trouvé pour rendre l’eau de boisson potable est de la transformer en bière ou en vin, ou de lui adjoindre une faible quantité d’alcool ou de vinaigre afin de l’aseptiser. Ce n’est donc pas un hasard si c’est en levant un verre de vin, et non pas d’eau, que l’on prononce la formule rituelle : À votre santé ! »
Selon l'écrivain Daniel Lacotte, celui qui ne trinque pas devient soudain suspect de vouloir s’écarter du groupe : symboliquement, il refuse le partage.

### Légende urbaine
Une hypothèse (non attestée, ne trouvant crédit dans aucun écrit médiéval) suggère que trinquer au Moyen Âge permettait d'échanger un peu du breuvage des deux verres, et donc d'en boire le contenu sans craindre que votre convive vienne de l'empoisonner. Au Moyen Âge, trinquer était en effet un signe de confiance. Trinquer consisterait à échanger un peu de son breuvage avec la personne avec qui on trinque. Trinquer se ferait ainsi en deux temps : l'un des buveurs frappait son verre contre celui de l'autre en y versant un peu de son breuvage, puis le second frappait son verre contre celui du premier faisant ainsi de même. Cette légende urbaine est reprise par divers journaux ou écrivains contemporains sans aucune source.
Elle est historiquement, médicalement et physiquement très peu probable.
Une autre explication plus plausible a été avancée par des spécialistes. Autrefois les verres étaient faits de matière opaque (terre, bois, métal), et trinquer permettait, simplement par le bruit du choc entre les deux récipients, de s'assurer que le verre de l'autre était bien rempli lui aussi.
Que ce soit simplement pour s'assurer que chacun soit servi convenablement, ou que l'un ne tente pas de rester sobre pendant qu'il enivrait ses convives, ou encore que le breuvage n'était pas empoisonné (le coupable évitant de se servir), les explications restent opaques sur ce point.

## Dans le monde
Cette pratique existe dans presque tous les pays du monde. Certaines personnes sont parfois même méfiantes envers celui qui n'a pas respecté la tradition, comportement qui peut être expliqué par l'origine de cette pratique.
En Europe, on trinque généralement avec un verre d'alcool (bière, vin, cidre, vodka, etc.), cependant on peut faire de même avec un verre non alcoolisé.

## Équivalents dans quelques langues étrangères
- Allemand : « prosit » (prost). Ce terme généralement prononcé sans le « i » (prost) est la forme conjuguée à la 3e personne du singulier au subjonctif présent actif du verbe latin prodesse (= être utile) et constitue donc un souhait, « que cela puisse être utile ». L'expression a d'abord été utilisée dans les milieux estudiantins au début du XVIIIe siècle avant de passer dans le langage courant. Le terme prost est de plus utilisé dans un sens ironique mêlé de fatalisme, par exemple : « Der Krieg ist ausgebrochen? Na dann prost! » (« La guerre est déclarée ? Alors là, on risque de trinquer ! »).
- Allemand : « Prost! » (pour les boissons terre-à-terre comme la bière ou le schnaps) ou « zum Wohl! » (pour les boissons haut de gamme comme le vin ou le champagne).
- Anglais : « Cheers ».
- Portugais : « Saúde! » C'est-à-dire « Santé ! ».
- Japonais : « Kanpaï » qui signifie littéralement « vider son verre » (en japonais tchin tchin signifie « zizi »[9]).
- Russe : l'expression « Ваше здоровье » (vàche zdaròv'ye) signifie « Votre santé ». La forme plus polie est « за ваше здоровье » (za vache zdaròv'ye) c'est-à-dire « à votre santé. » À noter cependant qu'aucune de ces expressions n'est utilisée par les Russes. À la limite « за здоровье », sans préciser la santé de qui on parle, mais cela reste très rare. L’usage courant est de lever son verre avec un toast spécifique, plus ou moins élaboré, et non de recourir à une formule figée. Cette pratique se retrouve, encore plus développée, chez les peuples du Caucase.
- Italien : « Salute », parfois accompagné de « cent'anni », littéralement « cent années », signifiant lors de cet usage l'expression « Cent années de bonheur et de santé ».
- Espagnol : « Salud », ou encore parfois « chin chin ».
- Chinois : « gānbēi », signifiant littéralement "tout le verre", soit « cul-sec » en français, ou bien « pèngbēi », signifiant « trinquer »
- Néerlandais : « proost » ou « op je gezondheid » qui est très proche de l'allemand Gesundheit, qui signifie santé, et est plutôt utilisé à l'adresse de quelqu'un qui vient d'éternuer
- Sláinte en Écosse et en Irlande.
- Vietnamien : « chúc sức khỏe » qui signifie « bonne santé » ou « je te souhaite une bonne santé ».
- Turc : « şerefe » qui signifie en l'honneur de.
- Espéranto : « je via sano », qui signifie « à votre santé ».

## Tchin-tchin

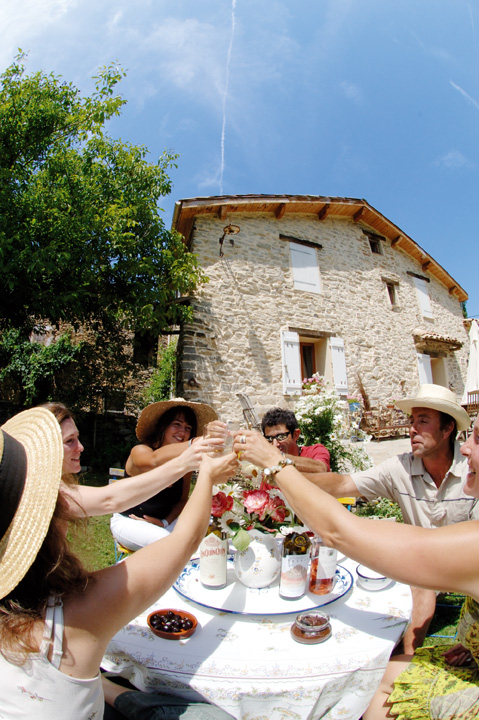
Tchin-tchin en Haute-Provence

Tchin-tchin, prononcé [tʃin.tʃin], est une expression française utilisée pour trinquer, par exemple à l'apéritif.
« Tchin ! Tchin ! » symbolise le bruit des verres.[réf. nécessaire]
De nos jours, on ne cogne qu'une seule fois les verres entre eux, mais on continue à dire deux fois « tchin ».
On peut aussi dire « Tchin ! Tchin ! » en trinquant à l'américaine, c’est-à-dire en levant le verre sans les entrechoquer.
L'expression chinoise qing qing (ou tchin tchin, « je vous en prie ») était utilisée pour inviter quelqu'un à boire. Les soldats revenus de la campagne de Chine ont introduit l'expression en France.
D'après le Trésor de la langue française informatisé, l'expression viendrait de « tsing tsing », qui signifie « salut » en pidgin de la région de Canton, en Chine.
Cette locution interjective a inspiré le titre des œuvres suivantes :
- Tchin-Tchin, une pièce de 1962 jouée sur Broadway avec Margaret Leighton et Anthony Quinn ;
- Tchin tchin, une chanson de Richard Anthony sur la musique de Cheat Cheat de Chris Blackwell ;
- Tchin tchin, une chanson de Hugues Aufray ;
- Tchin-Chine, une chanson de Claude Nougaro ;
- Tchin-Tchin santé, une chanson de Lara Bellerose ;

Dans Dikkenek, film belgo-français (2006), le personnage Claudy Focan dit « Tchin-Tchin Prosit ».